# Kuzněck
Kuzněck (rusky Кузнецк) je město v Penzenské oblasti v Ruské federaci. Při sčítání lidu v roce 2010 měl bezmála devadesát tisíc obyvatel, čímž byl druhé největší město oblasti.

## Poloha a doprava
Kuzněck leží na levém břehu Trujova, přítoku Sury v povodí Volhy. Od Penzy, správního střediska oblasti, je vzdálen přibližně 120 kilometrů východně. Bližší města jsou Sursk přibližně 60 kilometrů na západ a Gorodišče přibližně 62 kilometrů na západ.
Přes Kuzněck vede železniční trať z Penzy do Sysranu a dálnice M5 z Moskvy přes Samaru do Čeljabinsku, po které je zde vedena Evropská silnice E30 z Corku do Omsku.

## Dějiny
Po Penze je Kuzněck druhým nejstarším městem oblasti. Byl založen koncem 17. století, kdy se nazýval Trujovo (Труёво) podle řeky, na které leží. V osmnáctém století se začal nazýval Naryškino (Нарышкино) podle Vasilije Naryškina. V roce 1699 byl v obci postaven kostel jako první kamenná budova. Obec dále vzkvétala, pořádaly se zde pravidelné jarmarky.
V roce 1780 bylo Naryškino povýšeno na město v rámci reformy Kateřiny Veliké a zároveň dostalo jméno Kuzněck. Ve stejné době bylo hlavním městem okresu Saratovské gubernie.
Od roku 1874 má Kuzněck spojení na železnici.
Za druhé světové války sem byla ze západu Ruska přesunuta řada továren, což urychlilo rozvoj města v poválečném období.

### Rodáci
- Igor Vjačeslavovič Četverikov (1904–1987), letecký konstruktér
- Pavel Kaplun (*1965), fotograf
- Roman Alexandrovič Karmazin (* 1973), boxer